# Jarkko Oikarinen
Jarkko Oikarinen, Kuusamo 16 augustus 1967, op Internet Relay Chat IRC bekend onder de naam WiZ, is de ontwikkelaar van IRC, het eerste internetchatnetwerk.
Hij schreef de eerste server en client van het IRC-protocol in augustus 1988 aan de Universiteit van Oulu in Finland. Het was in eerste instantie geschreven om MultiUserTalk op het forum OuluBox te verbeteren. Jarkko Oikarinen gebruikte Bitnet Relay Chat van het Bitnetnetwerk als voorbeeld.
Oikarinen won in 1997 de Dvorak Award voor het maken van het IRC-protocol en kreeg in 2005 voor zijn werk de Special Recognition Award.